# Homomallium sharpii
Homomallium sharpii là một loài Rêu trong họ Hypnaceae. Loài này được Ando & Higuchi mô tả khoa học đầu tiên năm 1983.